# Тайсънс
Тайсънс (на английски: Tysons), наричано също Тайсънс Корнър, е селище в североизточната част на Съединените американски щати, част от окръг Феърфакс на щата Вирджиния. Населението му е около 20 000 души (2010).
Разположено е на 148 метра надморска височина в Атлантическата низина, на 10 километра североизточно от град Феърфакс и на 18 километра западно от центъра на Вашингтон. Селището възниква около основана през 1851 година пощенска станция и се разраства бързо от 60-те години на XX век като предградие на Вашингтон. Днес там са разположени два големи търговски центъра и множество административни сгради, включително централните офиси на големи компании, като „Интелсат“, „Ди Екс Си Текнолъджи“, „Ганет“, „Хилтън Уърлдуайд“, „Фреди Мак“.